# Миссия «Алсос»
Миссия «Алсос» (англ. Alsos) — операция, которая проводилась американскими спецслужбами в рамках Манхэттенского проекта во время Второй мировой войны в 1942—1945 году. Цель миссии — оперативный сбор информации о тайном немецком ядерном проекте. Первая миссия была не слишком удачна, зато вторая превзошла все ожидания. Руководителем группы был Борис Паш, офицер военной разведки, успевший зарекомендовать себя в ходе активных допросов Роберта Оппенгеймера. Научным руководителем группы был Сэмюэл Абрахам Гаудсмит. По сравнению с другой аналогичной деятельностью «охотников за головами» и документами времён Второй мировой войны миссия «Алсос» была самой масштабной по сбору документов о немецком ядерном проекте.

## Руководители миссии «Алсос»
- Борис Паш
- Лесли Гровс
- Сэмюэл Абрахам Гаудсмит

## Миссия «Алсос»
16 декабря 1943 года миссия «Алсос» отправилась в Неаполь. Первоначально Борис Паш остановился в Таранто для встречи с офицерами итальянских ВМС, которым было известно о немецких исследованиях. Паш установил, что сами итальянцы не проводили никаких работ по созданию взрывчатых веществ, основанных на атомной энергии. В Неаполе Пашу и его группе удалось найти офицера, который несколько лет исполнял обязанности военно-воздушного атташе в Берлине. Майор Марио Каспере проживал в квартире миссии в Неаполе. С ним было проведено несколько длительных бесед. Из разговора с майором было установлено, что Германия разрабатывает совершенно новое и очень мощное оружие. Каспере также рассказал, что в Норвегии немецкой компанией IG Farben ведутся работы по производству тяжёлой воды. Миссии не удалось собрать никаких свидетельств тому, что немцы добывали руду радиоактивных металлов или что они создавали новые производства. 22 февраля Борис Паш, со своей группой, прибыли в Вашингтон. Им удалось собрать слишком мало достоверной информации.

## Миссия «Алсос-2»
Второй состав группы отличался от первой мобильностью и быстротой. В состав второй группы вошла группа учёных, задачами которых были поиск нужных людей в своей области и отсев неправильных направлений. Научную часть группы возглавил доктор Сэмюэл Абрахам Гаудсмит. В мае Борис Паш приехал в Лондон. 25 мая Гаудсмит был утверждён на должность научного руководителя миссии. 6 июля Гаудсмит вылетел в Англию, где он написал множество писем в Вашингтон для подготовки высадки группы учёных во главе с Пашем во Франции и запросил фотографии Ф. Жолио-Кюри, домашний адрес Хоутерманса и данные о его швейцарских родственниках. 9 августа 1944 года миссия высадилась во Франции, штаб её расположился в городе Неввиль. 24 августа миссия достигла дома Жолио-Кюри, но там его не оказалось. Борис нашел профессора в его университете. Жолио-Кюри сообщил, что немцам не удалось достичь желаемого результата в урановой программе. Полгода миссия получала в своё распоряжение огромное количество информации. В Париже Гаудсмит нашёл список сотрудников Имперского университета в Страсбурге. 9 сентября Гаудсмит и полковник Калверт прибыли в столицу Бельгии. Там они допросили двух офицеров, которые работали, одного Гаудсмит перевёл в свою группу. К концу войны у миссии имелись все интересовавшие ее лица ученых и их адреса. Миссия «Алсос» закончилась в Берлине, позже у ФБР уже имелась полная картина о немецком ядерном проекте. Также выяснилось, что немцы были еще очень далеки от создания атомной бомбы.

## История миссии
В переводе с греческого «Алсос» означает «роща». В названии операции использована своеобразная игра слов: фамилия Гровс (Groves) в переводе с английского значит роща (точнее, рощи, в множ. числе). Генерал-майор Лесли Гровс, руководитель инженерной группы, работавшей над Манхэттенским проектом, приложил немало усилий к разработке атомной бомбы. Он и стал практически основным инициатором миссии «Алсос»: с одной стороны для того, чтобы убедиться, что немецкие технологии и персонал не попали в руки советских спецслужб, с другой — чтобы как можно дольше сохранять предполагаемую американскую монополию на ядерное оружие.
Научно-техническим лидером «Алсос» был Сэмюэл Гаудсмит. Подполковник Борис Паш, бывший сотрудник службы безопасности Манхэттенского проекта — её военным руководителем. Исполнителям этой миссии удалось найти многих сотрудников немецкой исследовательской ядерной программы. Удалось также сохранить многие документы и оборудование. Большинство научных сотрудников высшего ранга, в том числе Вернер Гейзенберг, Отто Ган и Карл Фридрих фон Вайцзеккер, в течение несколько месяцев находились в Фарм-Холле, в Англии, в рамках операции «Эпсилон». Проводимые ими научные обсуждения аспектов проекта фиксировались на плёнку. Стенограммы этих лент и сегодня находятся в распоряжении ФБР.
В конце концов, благодаря операции «Алсос» удалось достоверно установить, что Союзники, по крайней мере в теории, превосходили немецкий атомный проект еще в 1942 году. По сравнению с Манхэттенским проектом, одним из крупнейших научных и инженерных проектов в истории, немецкий проект испытывал значительную нехватку средств и недоукомплектованность. На определенном этапе миссии у представителей спецслужб, курировавших ее исполнение, появились сомнения: могла ли вообще Германия отдавать столько ресурсов на такой грандиозный проект или хотя бы просто сосредоточить внимание на узком фронте исследований. Однако позже Гаудсмит в монографии, опубликованной два года спустя после окончания войны, сделал вывод о том, что главной причиной провала немецкого проекта была невозможность процветания науки при тоталитаризме — весьма серьезный аргумент, вызвавший огромное количество споров среди историков. Некоторые из них считают, что такая теория напрочь опровергается достижениями Рейха в иных областях, таких как создание одного из первых в мире реактивных истребителей (Messerschmitt Me.262) и разработка первой баллистической ракеты (V-2). С другой стороны, немецкая реактивная программа страдала от множества недоработок, допущенных в связи с началом экстренного производства, а баллистические ракеты V-2 были совершенно неэффективны как боевое оружие и содержали ряд принципиальных недостатков.
По мнению Гаудсмита, тоталитаризм по отношению к науке явно просматривался в тех требованиях, которые руководство Рейха предъявляло Гейзенбергу. Последний, как считалось, олицетворял новых, прозападных немецких ученых, чем не очень-то устраивал нацистское руководство, по этой причине проявлявшее к нему повышенное внимание. После смерти Гейзенберга, Гаудсмит пересмотрел собственное мнение, заявив, что Гейзенберг в своей работе был в высшей степени трудолюбивым и целеустремленным человеком, предпочитавшим всегда доводить до конца то, что начал. Политика Рейха, по мнению Гаудсмита, безусловно, оказала губительное воздействие на немецкую науку нацистского периода, но по причинам общего, национального тоталитаризма, а не в результате давления на отдельных представителей немецкого научного общества. Немецкие ученые, работавшие в своё время с Гейзенбергом, поддержали эту точку зрения.